# Вороницын, Константин Иванович
Константин Иванович Вороницын (1913 – 1992) — советский государственный и хозяйственный деятель, инженер, учёный и организатор науки, один из крупнейших специалистов СССР в области механизации лесозаготовок и лесного хозяйства, кандидат технических наук, доцент, Лауреат Сталинской премии II степени (1949), Лауреат Государственной премии СССР (1975), в 1954-1976 годах - директор Центрального научно-исследовательского и проектно-конструкторского института механизации и энергетики лесной промышленности, участник Великой Отечественной войны .

## Биография
К.И. Вороницын родился 8 января 1913 года в деревне Веркола Пинежский уезд Архангельской губернии в большой крестьянской семье, где кроме Константина было ещё четверо детей .
После смерти отца в 1923 году воспитывался в Карпогорском детском доме-интернате, где получил среднее образование.
В 1929 году поступил в Архангельский лесотехнический институт (АЛТИ), который успешно окончил в 1934 году.
В 1935-1938 годах обучался в аспирантуре при АЛТИ.
В 1939-1940 годах – старший преподаватель кафедры тяговых машин АЛТИ.
В 1940 году в диссертационном совете Лесотехнической академии им. С.М. Кирова (г. Ленинград) К.И. Вороницын успешно защитил диссертацию на соискание учёной степени «кандидат технических наук».
С 1940 года - доцент кафедры тяговых машин АЛТИ, затем – заведующий этой кафедрой.
В 1941 году был призван в ряды РККА. Участник Великой Отечественной войны.
Участвовал в устройстве завалов из поваленных деревьев на фронтовых лесных дорогах, заготовке древесины для строительства военных объектов.
В 1943 году был демобилизован, вернулся в АЛТИ, вновь возглавил кафедру тяговых машин, одновременно работал в должности старшего научного сотрудника научно-исследовательского сектора АЛТИ.
Кроме преподавательской деятельности и заведования кафедрой, доцент К.И. Вороницын вел активную научную и конструкторскую работу, итогом которой стало (в творческом содружестве специалистов АЛТИ и ЦНИИМЭ) создание легких электромоторных пил для механизации лесозаготовок, за что ему и группе разработчиков данных пил в 1949 году присуждена Сталинская премия II степени.
В 1954 году К.И. Вороницын был назначен директором Центрального научно-исследовательского института механизации и электрификации лесного хозяйства (ЦНИИМЭ, г. Химки Московской области), который он бессменно возглавлял в течение 22 лет, до 1976 года.

### Исторический очерк
Центральный научно-исследовательский институт механизации и энергетики лесной промышленности (ЦНИИМЭ) создан Приказом Народного комиссара лесной промышленности СССР 11 июля 1932 года №455 .
В 1941-1943 гг. находился в эвакуации в г. Великий Устюг Вологодской области.
В мае 1946 ЦНИИМЭ переведен в г. Химки Московской области, переехав в 1947 году в здание на Ленинградском шоссе (это здание существует и сейчас, в 2021 году, его адрес: Химки, Ленинградское шоссе, дом 24), где уже размещались два научных института лесотехнического профиля: Центральный научно-исследовательский институт механической обработки древесины (ЦНИИМОД) и Центральный научно-исследовательский лесохимический институт (ЦНИЛХИ).
27 июня 1964 г. в состав ЦНИИМЭ вошла часть подразделений Государственного института по проектированию новых машин для лесозаготовок и сплава (Гипролесмаш), после чего институт переименован в Центральный научно-исследовательский и проектно-конструкторский институт механизации и энергетики лесной промышленности, сохранив сокращённое наименование ЦНИИМЭ.
Награды института:
•	1948 г.  - Сталинская премия за участие в создании первого в мире трелевочного трактора КТ-12;
•	1950 г.  - Сталинская премия за разработку и внедрение технологии с вывозкой хлыстов;
•	1957 г.  - Высшая премия «Гран-При» за бензиномоторную пилу «Дружба» на Международной выставке в Брюсселе и Большая золотая медаль;
•	1975 г.  - Государственная премия за разработку новой технологии лесозаготовок на базе челюстных погрузчиков перекидного типа;
•	1982 г.  – Институт награждён Орденом Трудового Красного Знамени за заслуги в развитии лесозаготовительной промышленности:
•	1991 г.  - Премия Совета Министров СССР за разработку и крупномасштабное внедрение технологии лесозаготовок на базе валочно-пакетирующих машин ЛП-19, ЛП-19А.
Институт находился в ведении:
- Наркомата (Министерства) лесной промышленности СССР (1932-1948, 1951-1953, 1954-1957);
- Министерства лесной и бумажной промышленности СССР (1948-1951, 1953-1954);
- Министерства лесной промышленности РСФСР (1957-1958);
- Госплана РСФСР (1958-1960);
- ВСНХ (1960-1962);
- Госкомитета Совета Министров СССР по лесной, целлюлозно-бумажной, деревообрабатывающей промышленности и лесному хозяйству (1962-1963);
- Госкомитета по лесной, целлюлозно-бумажной, деревообрабатывающей промышленности и лесному хозяйству при Госплане СССР (1963-1965);
- Министерства лесной, целлюлозно-бумажной и деревообрабатывающей промышленности СССР (1965-1968):
- Министерства лесной и деревообрабатывающей промышленности СССР (1968 - 1991).
ЦНИИМЭ имел филиалы: Иркутский, Кавказский, Карело-Финский, Краснодарский, Северный, Сибирский, Уральский.
Институт занимался разработкой технологических процессов и машин для механизации лесозаготовительного производства и рационального использования заготовляемой древесины, совершенствованием технологий и организации лесозаготовительного производства. Период расцвета ЦНИИМЭ пришелся на годы руководства К.И. Вороницыным.

## Работа в ЦНИИМЭ
Возглавив ЦНИИМЭ, К.И. Вороницын начал преобразования, направленные на развитие научных кадров и производственно-экспериментальной базы института.
В 1958 году в результате «хрущёвских реформ» было принято очередное «волюнтаристское» решение о переводе трех научно-исследовательских институтов лесотехнического профиля (ЦНИИМЭ, ЦНИИМОД и ЦНИИЛХИ) из г. Химки Московской области в различные города Советского Союза, с передачей здания и территории, занимаемых данными институтами, ОКБ №301, руководимому в то время С.А. Лавочкиным. ЦНИИМЭ было предписано переехать на ст. Правда Ярославской железной дороги.
Поскольку квалифицированные научные кадры не стремились переезжать из ближайшего Подмосковья (в том числе из-за бытовых неурядиц, связанных с обустройством на новом месте), К.И. Вороницыну удалось найти в Химках недостроенное здание авиационного техникума (ул. Московская, д. 21), согласовать с Минавиапромом СССР передачу ЦНИИМЭ недостроя  и мобилизовать весь коллектив института на достройку данного здания и освоение прилегающей территории. Далее он убедил министра Г.М. Орлова выйти в Совет министров СССР с ходатайством об изменении его же решения по поводу оставления ЦНИИМЭ в г. Химки.  Г.М. Орлову это удалось, решение о сохранении «прописки» ЦНИИМЭ в Химках и выделении прилегающих земельных участков было принято, что со временем позволило институту построить замечательные здания, выделив специально спланированные просторные помещения для размещения научных лабораторий и конструкторского бюро, обеспечив возможность коллективу института ставить сложнейшие задачи машиностроения, механики, гидравлики, энергетики, экономики, организации и технологии производства, и успешно решать их применительно к лесному комплексу, лесопереработке и природопользованию.
Время показало правильность принятого решения – в ходе переезда в г. Архангельск (ЦНИИМОД) и г. Горький (ЦНИИЛХИ) научные коллективы данных институтов фактически распались, так как многие сотрудники не уехали из столичного региона, в связи с чем их деятельность пришлось начинать практически заново.
Со свойственной ему энергией К.И. Вороницын последовательно организовал строительство двух 12-квартирных брусовых домов на станции Малино, где затем появился целый поселок из сборных щитовых домов. Впоследствии ЦНИИМЭ стал одним из крупнейших застройщиков жилья в Химках, что способствовало привлечению к работе в институте и закреплению квалифицированных кадров. Например, в 1958 году при деятельном участии ЦНИИМЭ и К.И. Вороницыным (на паях с ЦНИИМОД и ЦНИЛХИ) был построен известный многим химчанам «дом с библиотекой» по адресу: улица Калинина, дом 13 (ныне больше известный как «дом Горшина»), ставший одним из неформальных символов Химок и являющийся прекрасным образцом архитектурного стиля поздний «сталинский ампир» (в этом доме проживали известные в отрасли и Химках представители технический интеллигенции – доктор технических наук, профессор и меценат С.Н. Горшин, кандидаты технических наук В.А. Чернцов, Ю.М. Шер, В.И. Шибалов, Н.К. Якунин, инженеры С.А. Ильинский, И.И. Леонтьев, Г.В. Петров, М.Д. Сахаров, Н.Н. Янин и другие). Всего ЦНИИМЭ только в Химках было построено более 20-ти жилых домов, объекты социального и бытового назначения.
Рядом с первым зданием (на ул. Московская, дом 21), которое в ЦНИИМЭ считали главным корпусом, были построены лабораторный корпус и стендовый зал со спортзалом, а впоследствии – и здание СКБ (специализированное конструкторское бюро). Для изготовления опытных образцов лесозаготовительной техники на Нагорном шоссе в Химках был возведён Экспериментальный механический завод (ЭМЗ) .
Благодаря настойчивости Константина Ивановича, в ЦНИИМЭ передали для использования в качестве опытного производства леспромхозы (ЛПХ): Оленинский ЛПХ, Гузерипльский ЛПХ (Северный Кавказ), Игирминский ЛПХ (Иркутская обл.); кроме того, из Крестецкого ЛПХ выделился совершенно новый Мостовской ЛПХ. При каждом из этих леспромхозов были созданы опытные полигоны, в которых проходили отработку, испытания и промышленное освоение технологии и промышленные образцы машин и механизмов лесного хозяйства. К.И. Вороницын уделял большое внимание внедрению результатов научных работ в производство, проверке и доводке на полигонах новых машин. Много занимался Константин Иванович вопросами минимизации ручного труда и механизации работ на всех стадиях технологии лесозаготовок, транспорта леса, деревообработки, где также были достигнуты значительные успехи.
В 1964 году К.И. Вороницыну вновь пришлось выступить «антикризисным менеджером», поскольку на уровне министерства с целью объединения конструкторского потенциала Гипролесмаша и технологического – ЦНИИМЭ, было принято решение о присоединении ЦНИИМЭ к Гипролесмашу, что грозило негативными последствиями для сложившегося коллектива ЦНИИМЭ. В итоге аппаратной борьбы конструкторские силы Гипролесмаша были переданы в состав ЦНИИМЭ с сохранением независимости института, но спустя 12 лет эта победа стоила К.И. Вороницыну отставки с поста директора (поскольку директор Гипролесмаша со временем стал заместителем министра и вскоре после своего назначения не преминул отомстить таким образом Константину Ивановичу). После объединения ЦНИИМЭ стал центральным научно-исследовательским и проектно-технологическим институтом механизации и энергетики лесной промышленности.
Будучи крупным учёным и инженером-практиком, К.И. Вороницын лично определял направления научных поисков и контролировал результаты исследований. Например, из командировки в Канаду он привез фотографии так называемого комбайна Буша, после чего специалистам ЦНИИМЭ была поставлена задача создать превосходящую по параметрам машину. В результате работ, организованных К.И. Вороницыным в ряде подразделений института (и это только после одной из командировок) в ЦНИИМЭ были созданы валочно-трелёвочные машины ВТМ-4, ВМ-4, валочные машины манипуляторного типа ЛП-19 и типа «Дятел», а также исключительно удачная по конструкции машина для обрезки сучьев ЛП-33.
Разработанная под руководством Вороницына бензопила «Дружба-60» получила Золотую медаль на Всемирной промышленной выставке в Брюсселе в 1957 году.
Константин Иванович работал над созданиемспециальных трелевочных тракторов для лесной промышленности. С внедрением дизельного трактора ТДТ-40 (участие в работе над которым Константин Иванович начал ещё до перевода на работу в ЦНИИМЭ и продолжил в стенах института) резко возросла производительность труда лесозаготовителей. 
К.И. Вороницын участвовал в разработке валочно-пакетирующих машин, сучкорезок, поточных линий разделки древесины, челюстных погрузчиков и многих других механизмов, облегчающих труд лесозаготовителей .
Следует отметить редкую человечность К.И. Вороницына как в отношениях с сотрудниками, так и в общении с людьми. Например, оригинальным решением директора стало создание в Крестецком ЛПХ филиала конструкторского бюро ЦНИИМЭ, что позволило привлечь на работу квалифицированных специалистов, ранее репрессированных и отбывших наказание на лесозаготовках, для которых был установлен запрет в проживании в Москве и Ленинграде (т.н. «101-й километр»). Предоставленная возможность трудоустройства резко облегчило жизнь этих специалистов, позволило усилить инженерно-научный состав института и развивать филиал. В результате многие из бывших «зэков» впоследствии перебрались на постоянную работу в Химки .
За годы, которые К.И. Вороницын возглавлял ЦНИИМЭ, коллективом института были достигнуты значительные успехи в разработке техники и технологий лесодорожного строительства, транспорта леса, разделки хлыстов, систем сортировки древесины, погрузочно-разгрузочных машин, цехов переработки низкосортной древесины и отходов, и по многим другим направлениям. Результаты работ института в тот период соответствовали, и иногда и превосходили лучшие мировые образцы техники. ЦНИИМЭ приобрел огромный авторитет не только в СССР, но и в мире. В разные годы под руководством К.И. Вороницына в институте работали крупные ученые и инженеры, такие как И.П. Аболь, В.И. Алябьев (впоследствии - доктор технических наук, профессор, академик РАЕН), Л.Н. Беловзоров, Г.К. Виногоров, доктор технических наук Д.К. Воевода, Е.И. Миронов, В.В. Назаров, Я.М. Каплун, доктор технических наук В.В. Коробов, Г.Б. Коробов, В.В. Куосман, А.П. Полищук, Г.А. Рахманин, В.В. Скобей, доктор технических наук М.Н. Симонов, О.А. Стефанов, П. Э. Тизенгаузен, Н.В. Уваров, Н.К. Якунин и многие другие . 
Первым заместителем директора ЦНИИМЭ К.И. Вороницына много лет был П. Э. Тизенгаузен (1910 - 1976) - потомственный специалист лесной отрасли: его отец барон Э. П. Тизенгаузен вошел в историю как создатель Муромцевского лесотехникума – одного из старейших учебных заведений лесной отрасли в СССР.
Именно К.И. Вороницын вывел ЦНИИМЭ на мировой уровень, став членом лесного комитета Продовольственной и сельскохозяйственной организация (ФАО) ООН в Женеве, он трижды был избран председателем этого комитета. Он также был членом редакционной коллегии журнала «Лесная промышленность».
Созданный при ЦНИИМЭ Координационный Совет направлял работу шести зональных институтов лесозаготовительной отрасли, не входивших в структуру института и расположенных в Европейской части СССР, на Урале, в Сибири и на Дальнем Востоке. Таким образом, деятельность всех научно-исследовательских институтов лесозаготовительной промышленности координировались из единого центра. Такая организация научных исследований позволяла исключить дублирование работ. Специализация институтов способствовала повышению квалификации сотрудников в своей области. Слаженная работа всех институтов достигалась за счёт распределения задач и понимания государственной важности общей работы.
В 2011 году рационально расположенные здания ЦНИИМЭ в Химках были снесены, и на их месте построен многоэтажный жилой комплекс.
К сожалению, в настоящее время (2021 год), институт практически утратил свое значение как научная организация.
Приняв в 1954 году рядовой научно-исследовательский институт (не имевший даже собственного здания) с небольшими экспериментальными мастерскими и одним опытным Крестецким ЛПХ, к 1976 году К.И. Вороницын сдал своему преемнику В.П. Немцеву научно-производственный комплекс мирового уровня, включающий научно-исследовательский институт с собственной аспирантурой и диссертационным советом (1000 сотрудников), специальное конструкторское бюро (500 сотрудников), экспериментальный завод (400 сотрудников), 2 филиала, 4 опытно-показательных ЛПХ с испытательными полигонами в каждом. Около двух тысяч химчан работали в различных подразделениях ЦНИИМЭ, включая строительный участок и детские сады. Институт обеспечивал своих сотрудников жильём, причём дома строились по современным проектам, и сегодня (в 2021 году) считаются одними из лучших в Химках.
В 1976 году из-за интриг руководства Министерства лесной и деревообрабатывающей промышленности СССР крепкий и энергичный К.И. Вороницын был снят с поста директора ЦНИИМЭ с формулировкой «по возрасту».
Несмотря на это, К.И. Вороницын продолжил работу в родном институте в должности старшего научного сотрудника до выхода на заслуженный отдых в 1988 году.
8 января 1992 года К.И. Вороницын скончался в возрасте 79-ти лет, похоронен на Химкинском кладбище.

## Награды и признание заслуг
Лауреат Сталинской премии 2-й степени (1949 год).
Лауреат Государственной премии СССР (1975 год).
Награжден тремя орденами Трудового Красного Знамени (в т.ч. в 1949 г.), двумя орденами «Знак Почета» (в т.ч. в 1953 г.)
В 2013 году в селе Веркола открыт памятник К.И. Вороницыну .
С 2016 года улица в микрорайоне Вашутино городского округа Химки (жилой комплекс «Две столицы»), расположенная параллельно Ленинградскому шоссе, носит имя Константина Ивановича Вороницына .

## Интересные факты
В 1975 году Константин Вороницын получил Государственную премию СССР в области науки и техники – "За разработку и широкое внедрение в промышленность высокоэффективной технологии лесозаготовок с отделением трелёвки леса от погрузки на базе челюстных лесопогрузчиков перекидного типа" .
В этом же году Государственная премия СССР (в области литературы и искусства) была присуждена другому уроженцу Верколы – выдающемуся русскому писателю Фёдору Абрамову - за трилогию «Пряслины».